# Ciski
Ciski – wieś w Polsce położona w województwie mazowieckim, w powiecie pułtuskim, w gminie Zatory. Ma status sołectwa.
Prywatna wieś szlachecka położona była w drugiej połowie XVI wieku w powiecie kamienieckim ziemi nurskiej województwa mazowieckiego.
W latach 1954–1959 wieś należała i była siedzibą władz gromady Ciski, po jej zniesieniu w gromadzie Zatory. W latach 1975–1998 miejscowość administracyjnie należała do województwa ostrołęckiego.